# پژوهش‌های زیست‌محیطی
پژوهش‌های زیست‌محیطی یک نشریه علمی بهداشت و مهندسی محیط زیست است که توسط الزویر به چاپ می‌رسد. سردبیر اصلی آن خوزه ال دومینگو است. ضریب تأثیر ژورنال در سال ۲۰۱۸ برابر ۵٫۰۲۶ است و این نشریه در میان ۲۴۲ نشریه در طبقه‌بندی علوم محیط زیست در رتبه ۲۴ (صدک ۱۰) قرار داد و نیز در میان ۱۸۱ نشریه در گروه عمومی، زیست‌محیطی و بهداشت حرفه‌ای در رتبه ۱۲ (صدک هفتم) قرار دارد.